# 圭里諾·扎諾蒂
圭里諾·扎諾蒂（義大利語：Guerrino Zanotti，1962年10月24日—）是一位聖馬利諾的政治家，於2014年10月－2015年4月與吉安佛朗哥·泰倫齊同時出任執政官。他也是大議會的一員。
扎諾蒂自社會主義者和民主人士進步聯盟成立於2005年時即為其一員。他有兩名兒子。2016年，Zanotti再次於大議會競選，並成為內政國務秘書。